# Erwin Hildt
Georg Wilhelm Erwin Hildt (* 1. Juli 1851 in Weinsberg; † 25. Februar 1917 ebenda) war ein deutscher Landwirt. Er war ein Förderer der Stadt Weinsberg und der Erhaltung des kulturellen Erbes Justinus Kerners.

## Leben
Erwin Hildt wurde als Sohn des Baumeisters und Architekten sowie Ehrenbürgers der Stadt Weinsberg Christian Jakob David Hildt (1814–1909) geboren. Seine Mutter war Ursula Catharina Maria Hildt geb. Prottengeier (1823–1896), sein Großvater war der Werkmeister und Architekt Johann Georg Hildt. Er hatte keine Geschwister.
Zum Studium der Ingenieurwissenschaften besuchte er das Polytechnikum Stuttgart. Dort wurde er 1869 Mitglied des Corps Stauffia.

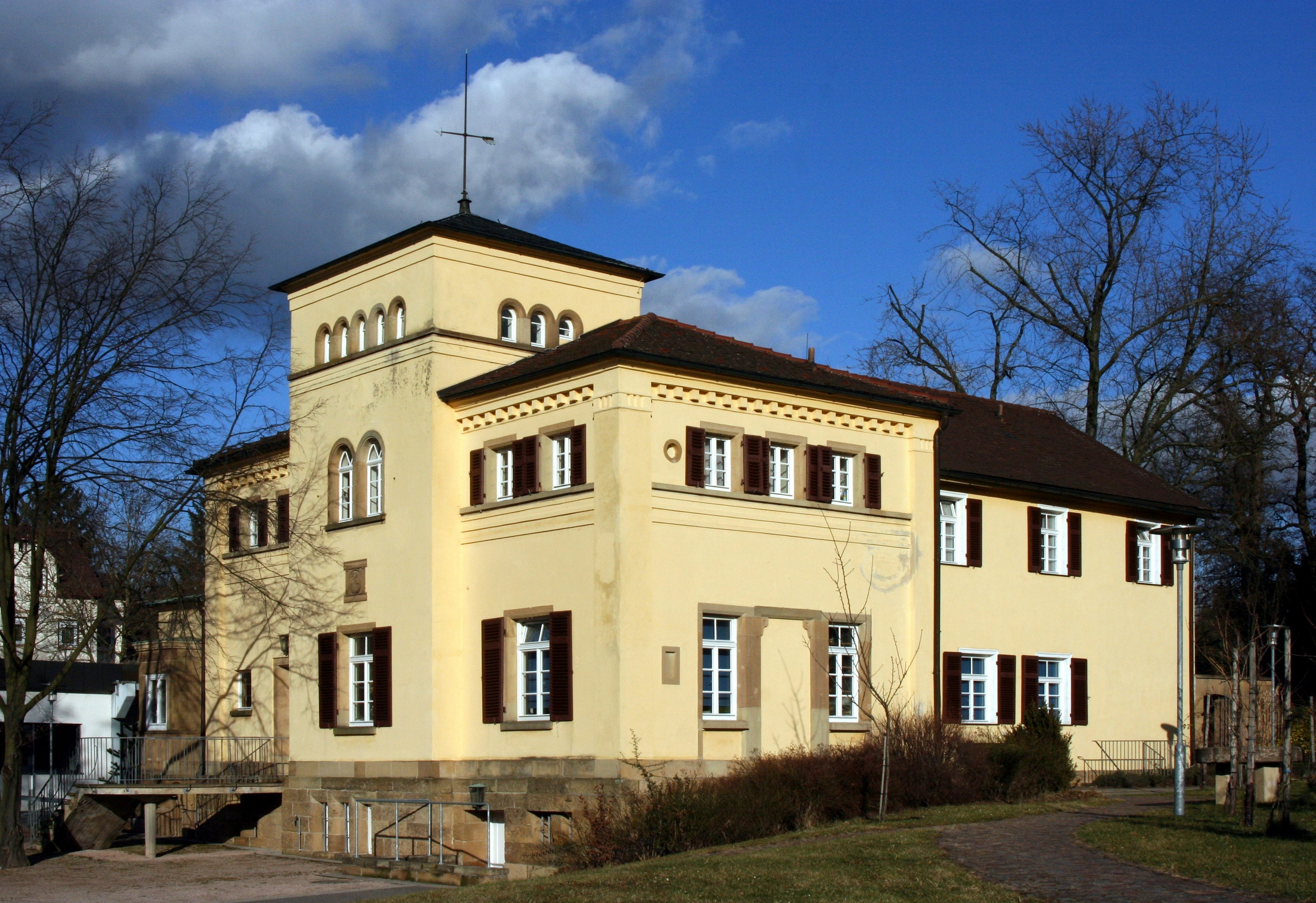
Die Hildtsche Villa (2008)

Nach dem Studium war er in seiner Vaterstadt als Landwirt tätig. Er war Gemeinderat von Weinsberg und engagierte sich beim Erhalt der Burgruine Weibertreu, was ihm unter Zeitgenossen den Beinamen Hüter der Weibertreu einbrachte. Als Verehrer Justinus Kerners und Freund seines Sohnes Theobald Kerner erwarb er sich besondere Verdienste um die Sicherung deren kulturellen Erbes. Als der greise Theobald Kerner die Amtsgeschäfte als Vorsitzender des von Justinus Kerner gegründeten Frauenvereins nicht mehr wahrnehmen konnte, wählte die Vereinsversammlung am 30. Juni 1902 einstimmig Erwin Hildt zum stellvertretenden und geschäftsführenden Vorstand. Nach Theobald Kerners Tod übernahm Hildt den Vereinsvorsitz und hatte ihn bis zu seinem Tod 1917 inne. In seinen 15 Jahren an der Spitze brachte er dem Verein neuen Aufschwung, die Fundamente der Burgruine wurden befestigt, Wege und Anlagen instand gesetzt, und bei Ausgrabungen 1905 wurden weitere Mauerreste gefunden.

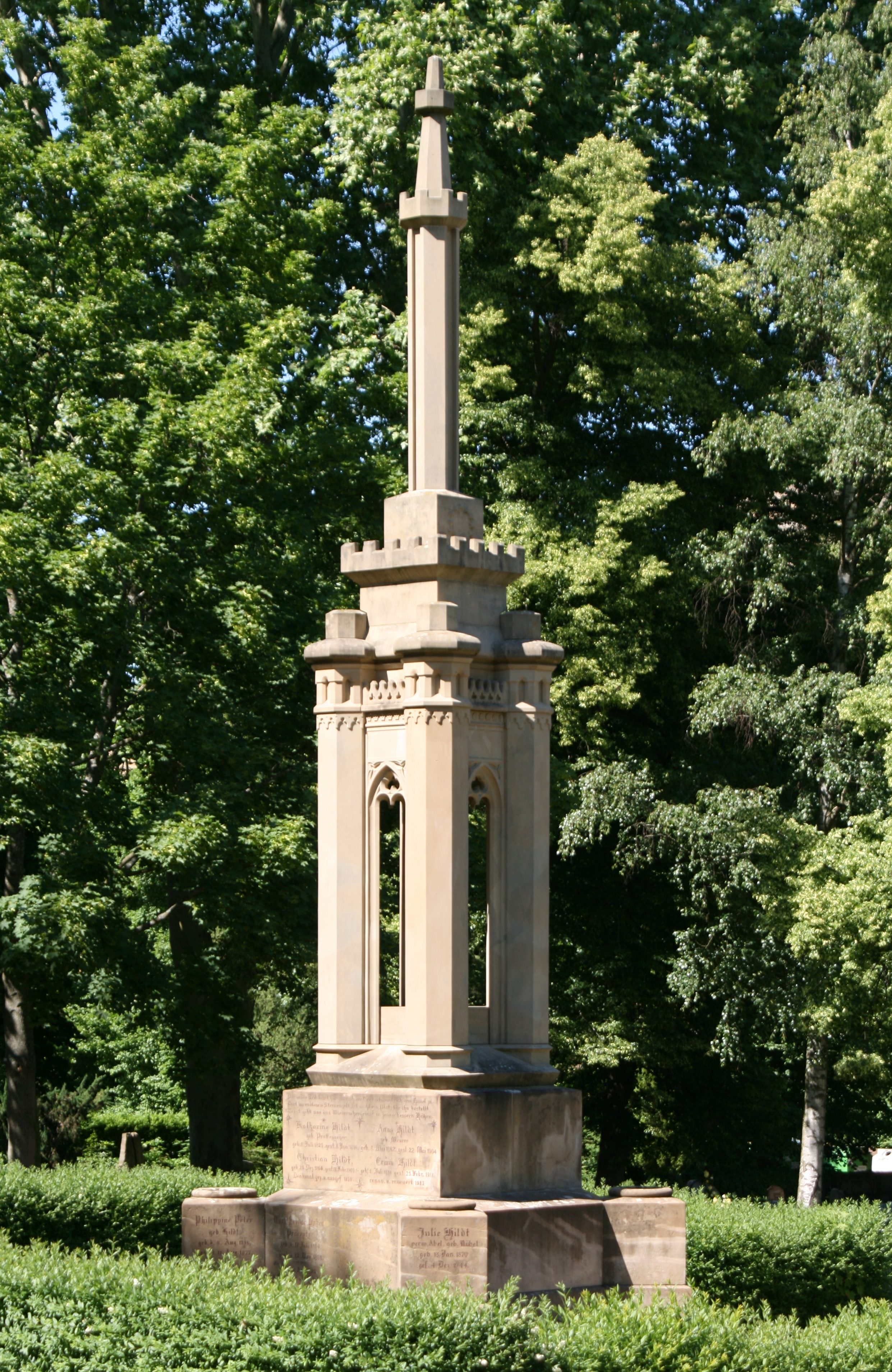
Das Hildtsche Grabmal (2011)

Er gehörte 1905 zu den Gründern des Justinus-Kerner-Vereins und wurde für seine Verdienste um die Entstehung des Vereins in der ersten Mitgliederversammlung am 19. März 1905 zum Ehrenvorsitzenden ernannt. Theobald Kerner hatte Hildt in seinem Testament als Testamentsvollstrecker eingesetzt. Nach langen Verhandlungen verkaufte die Alleinerbin Theobald Kerners, seine Witwe Else, am 15. Oktober 1907 das Kernerhaus an den Justinus-Kerner-Verein. Hildt war in diesen Verhandlungen Bevollmächtigter Else Kerners. 1912 schenkte er der Stadt Weinsberg einen Geldbetrag von 60.000 Reichsmark, von dem die Stadt die 1914 eingeweihte Hildthalle errichtete, die noch heute als Festhalle dient.
Seinen Wohnsitz hatte Erwin Hildt in dem Haus Hildtstraße 1, heute noch als Hildtsche Villa bezeichnet, das sein Vater 1866 bis 1868 aus einem älteren Gartenhaus umgebaut und später mehrfach vergrößert hatte. Am 12. Juli 1928 verkaufte Erwin Hildts Witwe Julie das Haus samt Grundstück an den württembergischen Staat, der es der Weinsberger Weinbauschule zuschlug, wo es heute für Veranstaltungen und als Schülerwohnheim genutzt wird.
Erwin Hildt fand seine letzte Ruhe auf dem Weinsberger Friedhof, wo das monumentale Hildtsche Grabmal an die Familie erinnert.

## Familie
Am 1. Mai 1882 heiratete Hildt in Stuttgart seine erste Frau Anna Marie Margarethe geb. Meurer, die am 22. Mai 1904 in Wiesbaden starb. Am 16. März 1909 heiratete er in Weinsberg seine zweite Frau Julie Hedwig geb. Nübel, verwitwete Abel, die am 4. Dezember 1944 in Heilbronn starb. Beide Ehen blieben kinderlos. Seine zweite Frau hatte zwei Kinder aus ihrer ersten Ehe, Margarethe (* 23. Oktober 1897) und Hans (* 7. August 1900).

## Auszeichnungen

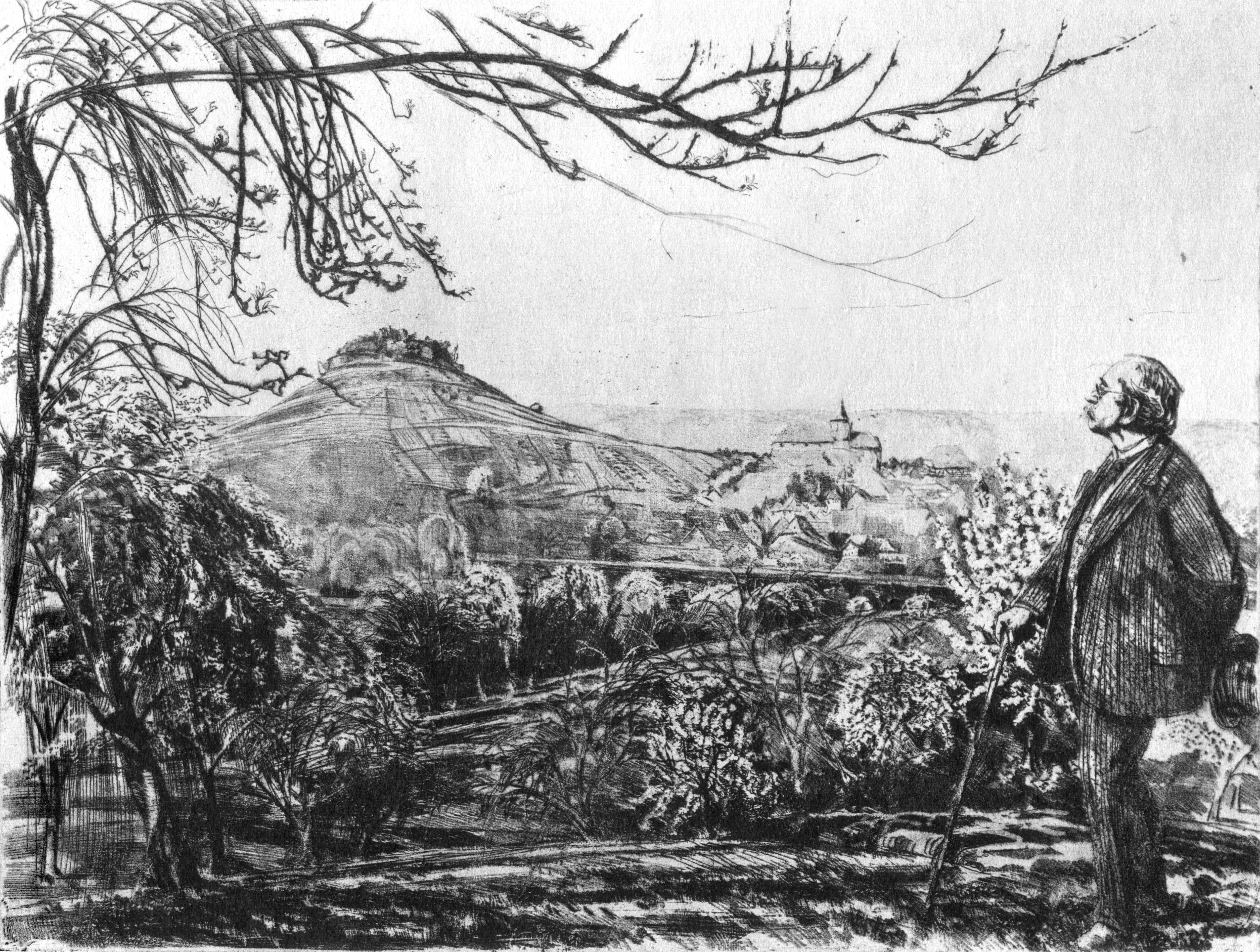
Ehrenbürgerbrief der Stadt Weinsberg für Erwin Hildt von Heinrich Seufferheld

Erwin Hildt wurde 1905 zum Ehrenvorsitzenden des Justinus-Kerner-Vereins gewählt. Die Stadt Weinsberg ernannte ihn am 31. März 1909 zum Ehrenbürger.

## Schriften
- Karl Burkhardt, Karl Weller, Heinrich Meißner, Erwin Hildt, Richard Meißner: Weinsberg, Weibertreu und Kernerhaus. Justinus Kerner-Verein Weinsberg, Weinsberg 1906, DNB 578277573
- Richard Meißner, Karl Burkhardt, Albert Geyer, Erwin Hildt: Fremdenführer von Weinsberg und Umgebung. Verlag der Stadtgemeinde, Weinsberg 1914